# South Gosforth (Metrô de Newcastle)
South Gosforth é uma estação que serve ao subúrbio de Gosforth, em Newcastle, Inglaterra. Atende as duas linhas (Yellow Line e Green Line) do Tyne and Wear Metro. Sua adesão à rede ocorreu em 11 de agosto de 1980, na sequência da abertura da primeira fase do sistema, entre as estações Haymarket e Tynemouth via Four Lane Ends.

## História
A estação foi inaugurada como Gosforth em 27 de junho de 1864 pela Blyth and Tyne Railway. Posteriormente, foi renomeada para o nome atual em 1 de março de 1905, após a abertura da estação ferroviária vizinha de West Gosforth, hoje fechada, na Gosforth and Ponteland Light Railway.
A passarela original permanece em uso em South Gosforth. Uma passarela semelhante removida de Percy Main foi preservada pelo National Railway Museum, em York.
South Gosforth abriga o Centro de Controle do Metrô, responsável pela operação da sinalização e alimentação elétrica da rede, além de ser utilizada para a comunicação com os maquinistas e demais agentes, por meio de equipamentos de rádio bidirecional.
A estação está localizada perto do Depósito de Manutenção de South Gosforth, que encontra-se entre as estações de South Gosforth, Longbenton e Regent Center. Ele foi inaugurado em outubro de 1923 pela London and North Eastern Railway, e agora serve como uma instalação para limpeza, armazenamento e manutenção da frota.

## Facilidades
O acesso sem degraus está disponível em todas as estações da rede Tyne and Wear Metro, sendo que, em South Gosforth, existem rampas que levam até as plataformas. Entre uma plataforma e outra, o acesso é feito pela ponte rodoviária na Station Road. A estação está equipada com máquinas de bilhetes, abrigo de espera, assentos, displays de informações do próximo trem, cartazes de horários e um ponto de ajuda de emergência em ambas as plataformas. As máquinas de bilhetes aceitam pagamentos com cartão de crédito e débito (incluindo pagamento por aproximação), notas e moedas. A estação também é equipada com validadores de smartcard, que funcionam em todas as estações da rede.
Não há estacionamento exclusivo disponível nesta estação. Existe a previsão de construção de um estacionamento para bicicletas, com 5 cápsulas disponíveis para uso.

## Serviços

Mapa geograficamente preciso do Tyne and Wear Metro (Green Line e Yellow Line)

Em abril de 2021, a estação era servida por até 10 trens por hora durante a semana e aos sábados, e até 8 trens por hora durante a noite e aos domingos. Os serviços adicionais operam entre as estações Pelaw e Benton, Monkseaton, Regent Centre ou South Gosforth nos horários de pico.
Material rodante: Classe 994 Metrocar
|  |  |  |

| Zona C |
| Zona B |

|  |  |  |

|  |  |  |

|  |  |  |

|  |  |  |

|  |  |  |

|  |  |  |

|  |  |  |  |  |

| Zona B |
| Zona A |

|  |  |

|  |  |  |  |

|  |  |  |  |

|  |  |  |  |

|  |  |  |  |

|  |  |  |  |

| via North Shields |
| St James          |

|  |  |  |  |

|  |  |  |

|  |  |  |  |

|  |  |  |  |

| Zona A |
| Zona B |

|  |  |  |  |

|  |  |  |  |

|  |  |

|  |  |  |  |  |

|  |  |  |

|  |  |  |

|  |  |  |

| Zona B |
| Zona C |

|  |  |  |

|  |  |  |

|  |  |  |

|  |  |  |

|  |  |  |

|  |  |  |

|  |  |  |

|  |  |  |

|  |  |  |

|  |  |  |

|  |  |

|  |

|  |

|  |

|  |

|  |

|  |

|  |  |  |

| Zona C |
| Zona B |

|  |  |  |

|  |  |  |

|  |  |  |

|  |  |  |

|  |  |  |

|  |  |  |

|  |  |  |  |  |

| Zona B |
| Zona A |

|  |  |

|  |  |  |  |

|  |  |  |  |

|  |  |  |  |

|  |  |  |  |

|  |  |  |  |

| via North Shields |
| St James          |

|  |  |  |  |

|  |  |  |

|  |  |  |  |

|  |  |  |  |

| Zona A |
| Zona B |

|  |  |  |  |

|  |  |  |  |

|  |  |

|  |  |  |  |  |

|  |  |  |

|  |  |  |

|  |  |  |

| Zona B |
| Zona C |

|  |  |  |

|  |  |  |

|  |  |  |

|  |  |  |

|  |  |  |

|  |  |  |

|  |  |  |

|  |  |  |

|  |  |  |

|  |  |  |

|  |  |

|  |

|  |

|  |

|  |

|  |

|  |

|  |  |  |  |  |  |  |

|  |  |  |  |  |  |

| Zona C |
| Zona B |

|  |  |  |  |  |  |

|  |  |  |  |  |  |

|  |  |  |  |

|  |  |  |  |

| Zona C |
| Zona B |

|  |  |  |  |

|  |  |  |  |

|  |  |  |  |

| Zona B |
| Zona A |

|  |  |  |  |  |  |  |

|  |  |  |  |  |

| Zona B |
| Zona A |

|  |  |  |  |  |

|  |  |  |  |  |

|  |  |  |  |  |

|  |  |  |  |  |

|  |  |  |  |  |  |  |

|  |  |  |  |  |  |

|  |  |  |

|  |  |  |

| Zona A |
| Zona B |

|  |  |  |

|  |  |  |

|  |  |  |  |  |

|  |  |  |  |

|  |  |

|  |  |

| Zona B |
| Zona C |

|  |  |

|  |  |

|  |  |

|  |  |

|  |  |

|  |  |

|  |

|  |

|  |

|  |

|  |

|  |

|  |

|  |  |  |  |  |  |  |

|  |  |  |  |  |  |

| Zona C |
| Zona B |

|  |  |  |  |  |  |

|  |  |  |  |  |  |

|  |  |  |  |

|  |  |  |  |

| Zona C |
| Zona B |

|  |  |  |  |

|  |  |  |  |

|  |  |  |  |

| Zona B |
| Zona A |

|  |  |  |  |  |  |  |

|  |  |  |  |  |

| Zona B |
| Zona A |

|  |  |  |  |  |

|  |  |  |  |  |

|  |  |  |  |  |

|  |  |  |  |  |

|  |  |  |  |  |  |  |

|  |  |  |  |  |  |

|  |  |  |

|  |  |  |

| Zona A |
| Zona B |

|  |  |  |

|  |  |  |

|  |  |  |  |  |

|  |  |  |  |

|  |  |

|  |  |

| Zona B |
| Zona C |

|  |  |

|  |  |

|  |  |

|  |  |

|  |  |

|  |  |

|  |

|  |

|  |

|  |

|  |

|  |

|  |